# 希望入団枠制度
希望入団枠制度（きぼうにゅうだんわくせいど）は、日本プロ野球のドラフト会議において、ドラフト上位候補選手が希望球団に入団できる制度である。かつての名称は「逆指名制度」・「自由獲得枠制度」。1993年に導入され、2006年を最後に廃止された。

## 概説
逆指名制度においては、大学生と社会人野球の選手で1球団に付き2名までの対象選手が、自分の希望するチームを宣言することができる。正式にはドラフト指名を経て入団交渉ははじめて可能となるが、事実上その時点で入団が決定することとなる。2001年秋のドラフト会議より「逆指名制度」から大学生・社会人野球の2名以内をドラフト会議前に獲得できる「自由獲得枠制度」に変更された。
2004年には一場事件が発覚、入団枠を1人に改正し、選手と球団で入団が合意に達した場合その球団に内定させる「希望入団枠制度」が導入された。しかし、根本的な仕組みに変わりはなく、2007年に西武ライオンズ裏金問題が発覚。不正の温床になるとのことから、2007年秋のドラフト会議から希望入団枠制度は撤廃された。

## 逆指名制導入期の問題

### 戦力の均衡
1992年までドラフト会議では入札抽選方式、即ち複数のチームから選手が指名された場合は抽選をしていたが、この頃西武ライオンズがドラフト候補選手とその選手周辺の関係者へ多額の裏金を渡し、関連企業に入社させた後にドラフト外入団させるなどの手法により選手を囲い込み黄金期を築いたことが問題視された。そのため1991年にドラフト外や練習生制度を禁止し、かわりに上位2名に希望入団に選手が入る逆指名制度を導入することで裏金や戦力突出を防止するという策が1993年秋のドラフト会議でとられた。これが逆指名制度導入の始まりである。

### 裏金と契約金の最高標準額超過
- 希望入団枠制度の導入に伴い、球団間の争奪戦で契約金の高騰を避けるため、新人選手の契約金の最高標準額を1億円と12球団で申し合わせ、翌年からは1億円と出来高5千万円といった紳士協定を結んだ。
- 2001年6月の実行委員会において「これは標準額であり、上限額ではない」との申し合わせが確認されており、当時実行委員長だった小池唯夫パ・リーグ会長が、標準額超過を裏金視する報道があった場合は抗議するべきだとの趣旨の発言を残している[1]。
- 最高標準額とは上限額ではないため高額な契約金を用意する球団が複数存在した。契約金以外では「功労金」や「栄養費」、「学費」、「食事代」、「交通費」、「お小遣い」名目で渡す球団もあった[2]。また球団が精算するカードを有力アマチュア選手に渡し、小遣い代わりに使わせることもある[3]。
- 2007年に日本ハムのゼネラルマネジャーを務めていた高田繁は2007年4月14日の講演会で、「条件は最高（契約金の最高標準額の1億円プラス出来高5000万円）と言っても、他の条件は何ですか、と。もっとよこしなさいということ」と話し、アマチュア側の監督や親から金銭を要求された経験があることを明らかにした[4]。
- 2005年6月20日、一場事件を重く見たNPBは倫理行動宣言をし、各球団もそれに合意した[5]。
- 2007年10月、西武ライオンズと横浜ベイスターズの問題を受け、12球団は契約金の上限を1億円と出来高払いは契約金の50％までで合意（ただし、これを超える理由がある場合には、申請をする仕組みとなっている）し、破った場合は制裁を加えることを決めた。

#### 一場事件
- 2004年に一場靖弘（当時明治大学硬式野球部）に対し、巨人は約200万円、阪神は約25万円、横浜は約60万円を渡していた[6]。

#### 西武ライオンズ
- 2007年3月9日、西武は2004年春から2005年10月にかけて入団への誓約事項の条件として定めた早稲田大の内野手の親に計1025万7800円、東京ガスの投手側に計270万円を球団スカウトが毎月決められた額の現金で渡していた、と発表した[7]。
- また15選手に最高標準額を超える契約金、総額11億9000万円が払われたことが公表された。また高校・大学・社会人野球の監督ら関係者延べ170人に選手の入団の謝礼として球団から年間約500万円、1人当たり10万円から300万円を支払った。中には410万円、500万円、1000万円の支払いも1度ずつあった。アマチュア関係者から支払いを要求されたこともあったことも公表された[8]。
- 2007年5月29日、NPBは『株式会社西武ライオンズの野球協約違反行為に対する制裁の通知』[9]を公表し、

1. 2003年12月当時秋田経済法科大付高校3年木村雄太（卒業後東京ガス）に対し、栄養費等の名目で金員を提供することを約し、2004年1月から同年9月までの間、毎月30万円、合計270万円を手渡しまたは口座振込みの方法により供与した
2. 2003年12月当時専大北上高校3年清水勝仁に対し、同選手が早稲田大学に進学を予定していることを知るや、同大学の学費及びいわゆる栄養費の名目で金員を提供することを約し、以後2005年10月までの間、20数回にわたり、合計508万6400円を手渡しまたは口座振込みの方法により供与したほか、2005年10月上記の約を廃棄するに際し、債務不履行相当額を補填するとして、517万1400円を供与した

として制裁金3000万円及び2007年高校生ドラフト上位2選手の指名権を剥奪した。
- この件で清水は退部、日本野球連盟の裁定により木村は1年間の謹慎と対外試合出場禁止、東京ガスは対外試合禁止となった。

#### 横浜ベイスターズ
- 2007年4月11日、横浜は那須野巧が2004年ドラフトで日本大学から入団する際に契約金の最高標準額を大幅に上回る5億3000万円を支払っていたことを明らかにした。佐々木邦昭球団社長は「申し合わせをはるかに超える金額を支払ったことについて、現在は遺憾に思っている」と語った。2004年12月にかわした契約では5回にわたって現金が支払われ、2007年1月に全額の支払いが完了したと公表した一方で、「（栄養費や学費などの名目で選手へひそかに渡していた）裏金とは範疇を異にすると考えている」と説明し、あくまでも守らなかったのは球界の申し合わせ事項ということを強調した。税務上の処理についても「適正に処理されていると聞いている。使途不明金はない」と語った。球団が那須野と入団の契約を交わした2004年12月は一場靖弘への不正な利益供与が発覚し、同年10月には横浜の砂原幸雄オーナーが引責辞任したばかりだった[10][11]。

#### 読売ジャイアンツ
- 2012年3月15日には、1997年から2004年に渡り読売ジャイアンツの6選手が最高標準額を大幅に超える契約[注釈 1]を結んでいたと朝日新聞が報道した[12]。さらに、野間口貴彦は2004年頃に読売ジャイアンツから数回に渡り200万を渡されていたという報道もあった[13][14][15]。
- この件に関して、当時のセ・リーグ会長である豊蔵一は「最高標準額は、統一してルール違反をとがめ立てするわけにもいかないから、（標準額という）そういう表現になっている。ただ常識的に考えて（最高標準額を）大幅に上回っているのは好ましいことではない」と話している[16]。また、読売ジャイアンツ、NPBの顧問弁護士・安西愈、当時の実行委員で元日本ハム球団社長・小嶋武士、広島東洋カープ常務取締役球団本部本部長兼連盟担当・鈴木清明[17]、阪神・南球団社長[18]、さらに横浜・中畑監督[19]などが、目安であるため厳格な規定ではなくルールには反していないと、揃って問題視するものではないとし、読売新聞は「朝日報道に理解を示す声はプロ野球の現場からはほとんど聞かれない」と報道した[20]。
- これに対し、中日の佐藤良平・球団代表「まったく守らなくていい申し合わせなら意味がない。各球団が努力して守るもの。」、ヤクルトの川島肇・広報部長「罰則規定があろうがなかろうが、ルールを守ることは必要だと思う」と話している[21]。元プロ野球選手の江本孟紀は「12球団が新人選手の契約金の最高標準額を申し合わせた当時から、今回の問題は指摘されていた。巨人だけでなく他球団でもやっていたこと」と指摘されながらも問題解決を先延ばしにしていたことを示唆し[22]、スポーツライターの玉木正之は「自分たちで決めたルールを自ら破るというプロ野球界のあしき伝統が再び発覚したことに「またか」という感じ」と呆れた[23]。
- 読売ジャイアンツの野間口貴彦への200万円供与も上述の木村雄太が東京ガスに所属していた2004年で、西武への問責の対象と同じ時期であるが、コミッショナーが社会人野球の東京ガスに所属中の金品供与を含めて問責としていたにもかかわらず、巨人の桃井社長は社会人選手への金銭授与を禁じる明確な規定がなく、金品の受け取りが日本学生野球憲章で禁じられている学生とは身分が異なる社会人だったことから「違反ではまったくない。公表するに至らないということだった」[15]と話し、日本野球連盟が木村と東京ガスに裁定を下したにもかかわらず、ルール違反は無いとした。横浜の高田繁GMは「一場問題以前は多かれ少なかれ、どこの球団でもあったと思うけど、不問にしようとなっている」[19]と、2007年に出したコミッショナーが西武を問責とした裁定を真っ向から否定している。
- 上述の2001年6月の実行委員会小池唯夫パ・リーグ会長が、標準額超過を裏金視する報道があった場合は抗議するべきだとの趣旨の発言に伴い読売新聞は朝日新聞に対し抗議しているが、朝日新聞側はあくまで最高標準額超過と報道している為、裏金と報道しているわけではないと主張している（ちなみに、裏金という表現を明示的に使用したのは朝日新聞以外のメディアである）。
- 読売ジャイアンツの超過契約金問題の発覚後、読売ジャイアンツやNPB顧問弁護士、当時の実行委員は、契約金が上限額ではなく最高標準額という曖昧なものになった理由として、独占禁止法に抵触するという理由であるからとしていた。理由としては、プロ野球は請負契約で労働契約（雇用契約）ではないという認識であったため[24]である。しかし、2012年3月28日の公正取引委員会定例記者会見にて、朝日新聞記者の質問に山本和史事務総長は、「（カルテルを禁じる）独禁法にはただちに違反しない」との見解を示した。同時に、1994年に野球界側から新人選手契約金の条件を設けることについて相談があり、「球団と選手との間には労働契約があるとみられ、独禁法には違反しない」「上限が設けられても直ちに独禁法に違反するとの認識は有していない」と口頭で回答したと話した。これは選手との契約金の問題は独禁法の対象外であることから、独禁法が規制する事業者間の取引とは異なるということであり、山本事務総長は「現在もその認識は変わっていない」としている[24][25][26][27]。
- 読売ジャイアンツの高額契約が露呈しなかった原因は、複数年に跨る分割方式で契約し高額所得者番付に載ることを回避させていた為である。同時に、選手には「近年、高額契約金でプロ野球界に入った選手のほとんどが、球団と契約書で確認のうえ、この分割方式をとっています」と説明している[28]。同様に、1998年12月15日付けの上原の契約書類では、契約金5億円、退団時に功労金1億2千万円を支払うと記載。契約金の支払い方法については、1999年1月初旬に1億円、2000年度に5千万円、2001～2007年度に各5千万円の計3億5千万円としている上、同日に締結された年俸に関する書類では、入団1年目の99年度の年俸は「3300万円」であるが、セ・リーグ会長に提出する「統一契約書」には、「1300万円」と明記することも盛り込まれており、問題であることを把握しながらも虚偽の記載をした統一契約書をセ･リーグ会長に提出していた[29]。
- 球界全体に対して、読売ジャイアンツと同様の手口で契約を行っていた球団が他に存在していたかどうかに関しては、調査が行われておらず、肯定否定も含め公表している球団は無い。NPBからも特に各球団に対する調査や報告は求められていない。
- 2012年4月28日、読売ジャイアンツの4選手は朝日新聞社の「報道と人権委員会」に対し、訂正・おわび記事掲載などの措置を同社に求めるよう、申し立てた。出来高条件のなかった横浜と異なり、巨人のケースはNPBの処分を受ける可能性がなかったにも関わらず、朝日はNPB関係者に必要な取材をしておらず、「横浜の例と同様、NPBの厳重注意処分に相当する行為と指摘したことは名誉毀損にあたる」として、朝日に330万円の賠償を命じた[30]。

### ドラフト候補選手の差別化
希望入団枠制度等による球団選択の自由は、各球団1名（もしくは2名）に限られていた。自由を保障されているものは、アマチュア野球で実績を残した大学生もしくは社会人に限られており、不公平感が残っていた。また、「逆指名制度」時代は、「逆指名なし」、「1位・2位とも逆指名」、「1位のみ逆指名、2位は通常指名」、「2位のみ逆指名、1位は通常指名」という指名も可能だったため、「2位のみ逆指名、1位は通常指名」として、1位指名で逆指名対象外の有力選手（ほとんどの場合は高校生）を指名する「両取り」が可能だった。そのため、「自由獲得枠制度」では自由獲得枠を使用した球団は上位指名に参加できないという制度になった。

### 球団選択の自由の議論
選手サイドから見た球団選択権の制限については、選手の移籍先を球団が決定するトレードの制度や、フリーエージェントの人的補償における球団選択の問題と併せて、常に論議され、制度的検討が続いている。

### パ・リーグ球団の高校出身選手獲得
高校出身選手は、逆指名の対象外だった。そのため、人気・資金力が低いパ・リーグの球団が、高校出身の有力選手を、ドラフトで積極的に獲得する事例が相次いだ。松坂大輔（横浜高校→西武、1998年1位）、ダルビッシュ有（東北高校→日本ハム、2004年1巡目）などは、その代表例である。ロッテは、小林宏之（春日部共栄高校出身、1996年4位）、今江敏晃（PL学園高校出身、2001年3巡目）、西岡剛（大阪桐蔭高校出身、2002年1巡目）など、高校出身選手を戦力として育成し、彼らは2005年の日本一に貢献した。これは、球団の不人気で、逆指名やFAで思うように即戦力を獲得できなかった実情の裏返しだった。

## 制度によって入団した選手
| 年     | 年     | 巨人       | 阪神       | 中日     | 横浜       | ヤクルト | 広島     | ダイエー     | 西武       | オリックス | 日本ハム   | ロッテ   | 近鉄     |
| ------ | ------ | ---------- | ---------- | -------- | ---------- | -------- | -------- | ------------ | ---------- | ---------- | ---------- | -------- | -------- |
| 1993年 | 逆1位  | 三野勝大   | 藪恵一     | -        | 河原隆一   | 山部太   | -        | 渡辺秀一     | 石井貴     | -          | 関根裕之   | 加藤高康 | 酒井弘樹 |
| 1993年 | 逆2位  | 柳沢裕一   | -          | 鳥越裕介 | 波留敏夫   | 斎藤充弘 | -        | 小久保裕紀   | 山田潤     | 三輪隆     | 井出竜也   | -        | 西川慎一 |
| 1994年 | 逆1位  | 河原純一   | -          | -        | -          | 北川哲也 | 山内泰幸 | -            | 富岡久貴   | -          | -          | -        | -        |
| 1994年 | 逆2位  | 織田淳哉   | 北川博敏   | 山田洋   | 米正秀     | 宮本慎也 | -        | 斉藤貢       | -          | 丸尾英司   | 厚澤和幸   | 黒木知宏 | 中川隆治 |
| 1995年 | 逆1位  | -          | 舩木聖士   | -        | 細見和史   | -        | -        | -            | 髙木大成   | -          | -          | -        | -        |
| 1995年 | 逆2位  | 仁志敏久   | 中ノ瀬幸泰 | 門倉健   | 関口伊織   | -        | -        | -            | 大友進     | -          | 荒井修光   | 薮田安彦 | 岡本晃   |
| 1996年 | 逆1位  | 入来祐作   | 今岡誠     | -        | 川村丈夫   | -        | 澤崎俊和 | 井口忠仁     | -          | 杉本友     | -          | 清水将海 | -        |
| 1996年 | 逆2位  | 小野仁     | -          | -        | 森中聖雄   | -        | 黒田博樹 | 松中信彦     | 森慎二     | 谷佳知     | 今井圭吾   | 竹清剛治 | 大塚晶文 |
| 1997年 | 逆1位  | 高橋由伸   | -          | 川上憲伸 | -          | -        | 遠藤竜志 | 永井智浩     | 安藤正則   | -          | 清水章夫   | -        | -        |
| 1997年 | 逆2位  | 川中基嗣   | -          | -        | -          | -        | -        | 篠原貴行     | -          | 前田和之   | -          | 寺村友和 | 高須洋介 |
| 1998年 | 逆1位  | 上原浩治   | -          | 福留孝介 | -          | -        | -        | -            | -          | -          | -          | 小林雅英 | 宇高伸次 |
| 1998年 | 逆2位  | 二岡智宏   | 金沢健人   | 岩瀬仁紀 | 矢野英司   | -        | -        | 松修康       | -          | 川越英隆   | 建山義紀   | 里崎智也 | -        |
| 1999年 | 逆1位  | 高橋尚成   | 的場寛壱   | -        | -          | -        | -        | 田中総司     | -          | 山口和男   | -          | 高橋薫   | -        |
| 1999年 | 逆2位  | 谷浩弥     | 吉野誠     | -        | 木塚敦志   | 藤井秀悟 | 木村一喜 | 広田庄司     | -          | 葛城育郎   | -          | 清水直行 | -        |
| 2000年 | 逆1位  | 阿部慎之助 | 藤田太陽   | -        | -          | 平本学   | -        | 山村路直     | 大沼幸二   | -          | 井場友和   | -        | 山本省吾 |
| 2000年 | 逆2位  | 上野裕平   | -          | 洗平竜也 | 吉見祐治   | 鎌田祐哉 | 廣瀬純   | 山田秋親     | 三井浩二   | 大久保勝信 | 木元邦之   | 加藤康介 | 愛敬尚史 |
| 2001年 | 自由枠 | -          | 安藤優也   | -        | -          | 石川雅規 | -        | -            | 細川亨     | 小川裕介   | 江尻慎太郎 | -        | -        |
| 2001年 | 自由枠 | -          | 浅井良     | -        | -          | -        | -        | -            | -          | 平野恵一   | -          | -        | -        |
| 2002年 | 自由枠 | 木佐貫洋   | 杉山直久   | -        | 村田修一   | -        | 永川勝浩 | 和田毅       | 後藤武敏   | 加藤大輔   | -          | -        | -        |
| 2002年 | 自由枠 | 久保裕也   | 江草仁貴   | -        | 土居龍太郎 | -        | -        | 新垣渚       | 長田秀一郎 | -          | -          | -        | -        |
| 2003年 | 自由枠 | 内海哲也   | 鳥谷敬     | -        | 吉川輝昭   | 川島亮   | -        | 馬原孝浩     | 山崎敏     | 歌藤達夫   | 糸井嘉男   | -        | 香月良太 |
| 2003年 | 自由枠 | -          | 筒井和也   | -        | 森大輔     | -        | -        | -            | -          | -          | -          | -        | -        |
| 年     | 年     | 巨人       | 阪神       | 中日     | 横浜       | ヤクルト | 広島     | ソフトバンク | 西武       | オリックス | 日本ハム   | ロッテ   | 楽天     |
| 2004年 | 自由枠 | 野間口貴彦 | 岡﨑太一   | 樋口龍美 | 染田賢作   | 松岡健一 | -        | -            | -          | 金子千尋   | -          | 手嶌智   | 一場靖弘 |
| 2004年 | 自由枠 | 三木均     | 能見篤史   | -        | 那須野巧   | 田中浩康 | -        | -            | -          | -          | -          | 久保康友 | -        |
| 2005年 | 希望枠 | 福田聡志   | 岩田稔     | 吉見一起 | 高宮和也   | 武内晋一 | -        | 松田宣浩     | 松永浩典   | 平野佳寿   | 八木智哉   | -        | -        |
| 2006年 | 希望枠 | 金刃憲人   | 小嶋達也   | 田中大輔 | 高崎健太郎 | 高市俊   | 宮崎充登 | 大隣憲司     | 岸孝之     | 小松聖     | 宮本賢     | -        | ※        |

- - は行使せず。※は契約締結ならず。